# Beyköy, Düzce
Beyköy là một thị trấn thuộc thành phố Düzce, tỉnh Düzce, Thổ Nhĩ Kỳ. Dân số thời điểm năm 2010 là 4.087 người.